# Wenzel Ferdinand Popel von Lobkowitz
Wenzel Ferdinand Popel von Lobkowitz (1654 – Montortone, 8 ottobre 1697) è stato un diplomatico austriaco.

## Biografia

### Gioventù
Il conte Wenzel Ferdinand fu battezzato a Praga il 22 dicembre 1654, figlio di Cristoph Ferdinand Popel von Lobkowitz e di Maria Elisabeth Apollonia t'Serclaes (figlia di Francesca Barbara del Liechtenstein).
Il 21 giugno 1670 ricevette il titolo di Reichsgraf. Il 12 giugno 1681 sposò la contessa Maria Sophie von Dietrichstein (1652-1711), vedova di Franz Eusebius von Pötting.

### Carriera
Tra il 1681 e il 1683 lavorò dall'elettore Massimiliano II Emanuele di Baviera su mandato dell'imperatore, per negoziare un accordo di difesa con gli Asburgo. Fu anche ciambellano e consigliere imperiale.
Il 26 gennaio del 1683 siglò il patto che permise ai bavaresi di far parte della Lega Santa, che riuscì a sconfiggere i turchi.
Tra il 1685 e il 1688 fu ambasciatore in Francia, ma i rapporti con la corte si deteriorarono presto. Come inviato lavorò anche in Spagna e in Inghilterra. L'8 ottobre 1697 morì a Montortone e fu tumulato nella cappella di Loreto ad Hradčany.

## Discendenza
Wenzel Ferdinand Popel von Lobkowitz e Maria Sophie von Dietrichstein ebbero tre figli e due figlie:
- Conte Leopold Josef (17 gennaio 1683 - Vienna, 19 maggio 1707);
- Contessa Therese Ludmilla (23 gennaio 1684 - 7 agosto 1684);
- Contessa Eleonore Katharina Charlotte (1⁰ aprile 1685 - Vienna, 3 marzo 1720), col marito Philipp Hyazint von Lobkowicz ebbe un figlio;
- Conte Ludwig Philipp (12 agosto 1687 - 27 dicembre 1687);
- Conte Ferdinand (? - 28 maggio 1679).